# Caccobius (Scarabaeidae)
Caccobius là một chi bọ cánh cứng thuộc họ Scarabaeidae.

## Các loài
- Caccobius obtusus Fåhraeus, 1857
- Caccobius postlutatus d'Orbigny, 1905
- Caccobius semiluteus d'Orbigny, 1905
- Caccobius histeroides (Ménetriés, 1832)
- Caccobius mundus (Ménetriés, 1838)
- Caccobius pulicarius Harold, 1875
- Caccobius schreberi (Linnaeus, 1767)

## Hình ảnh

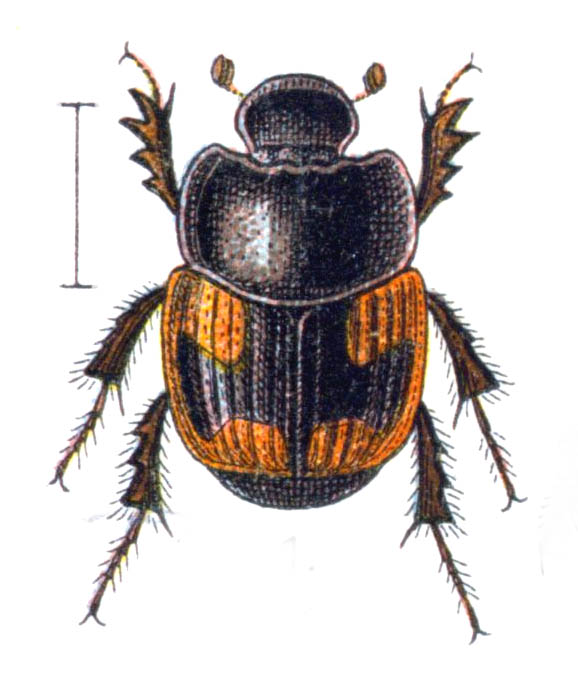
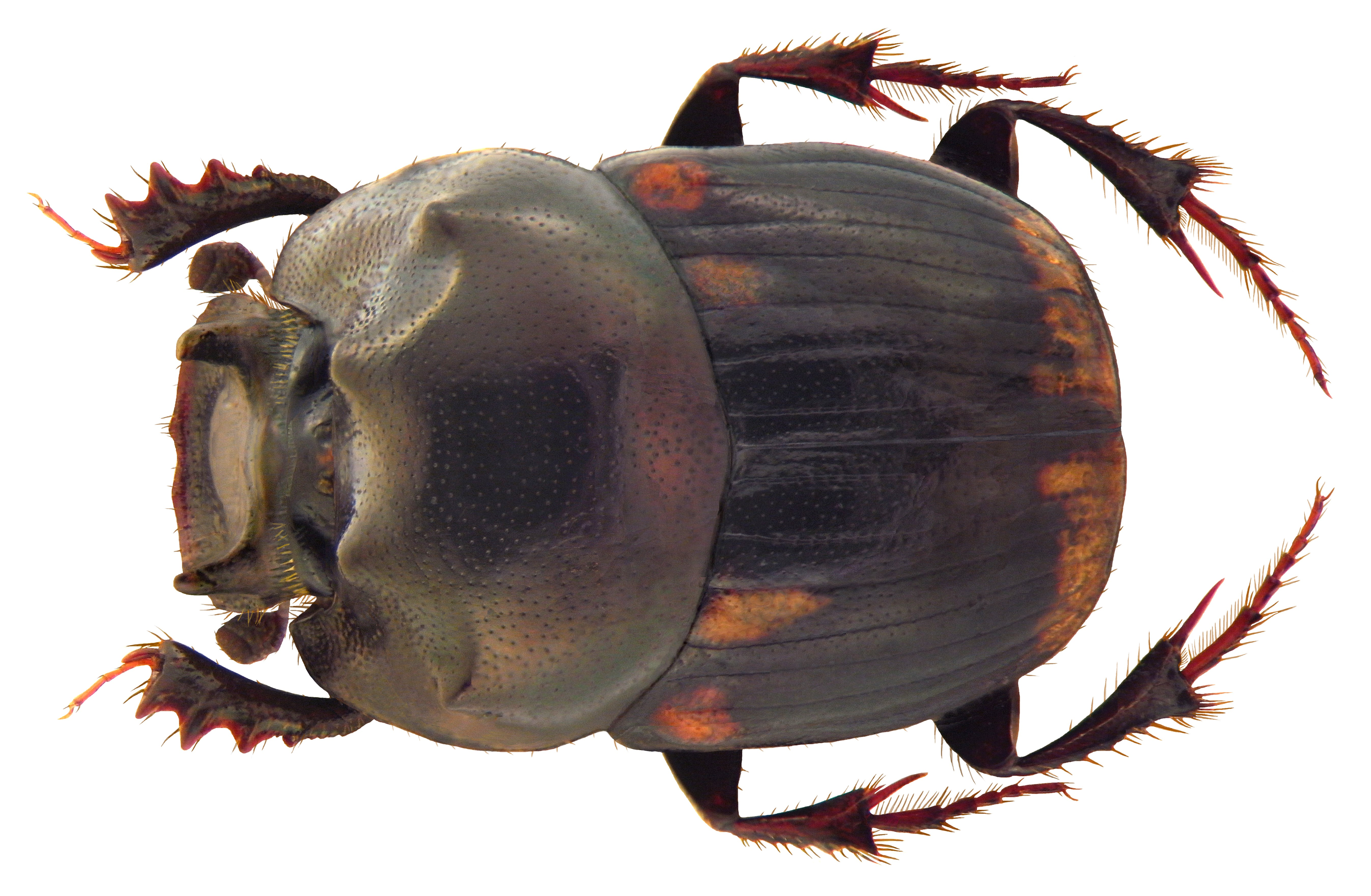
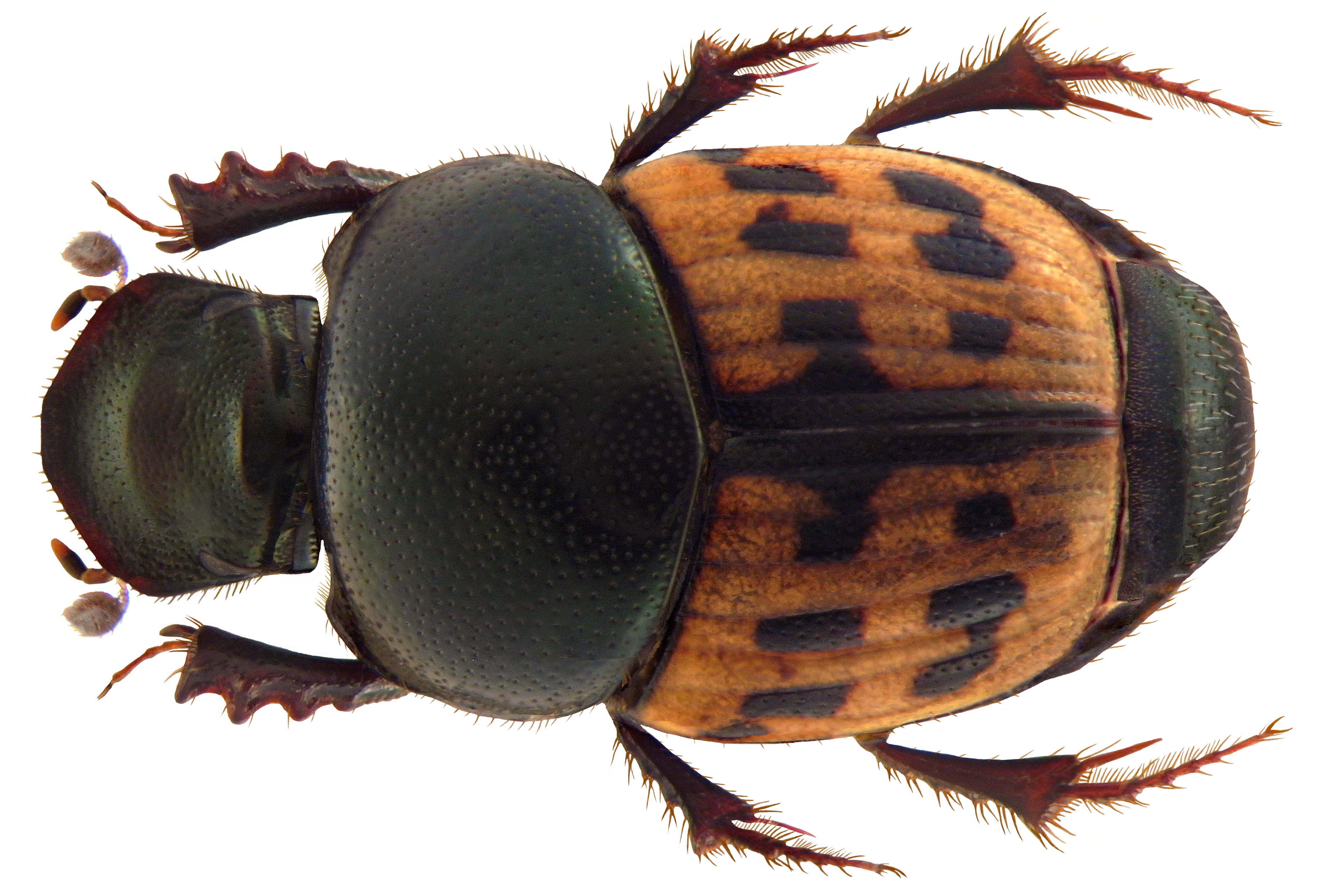
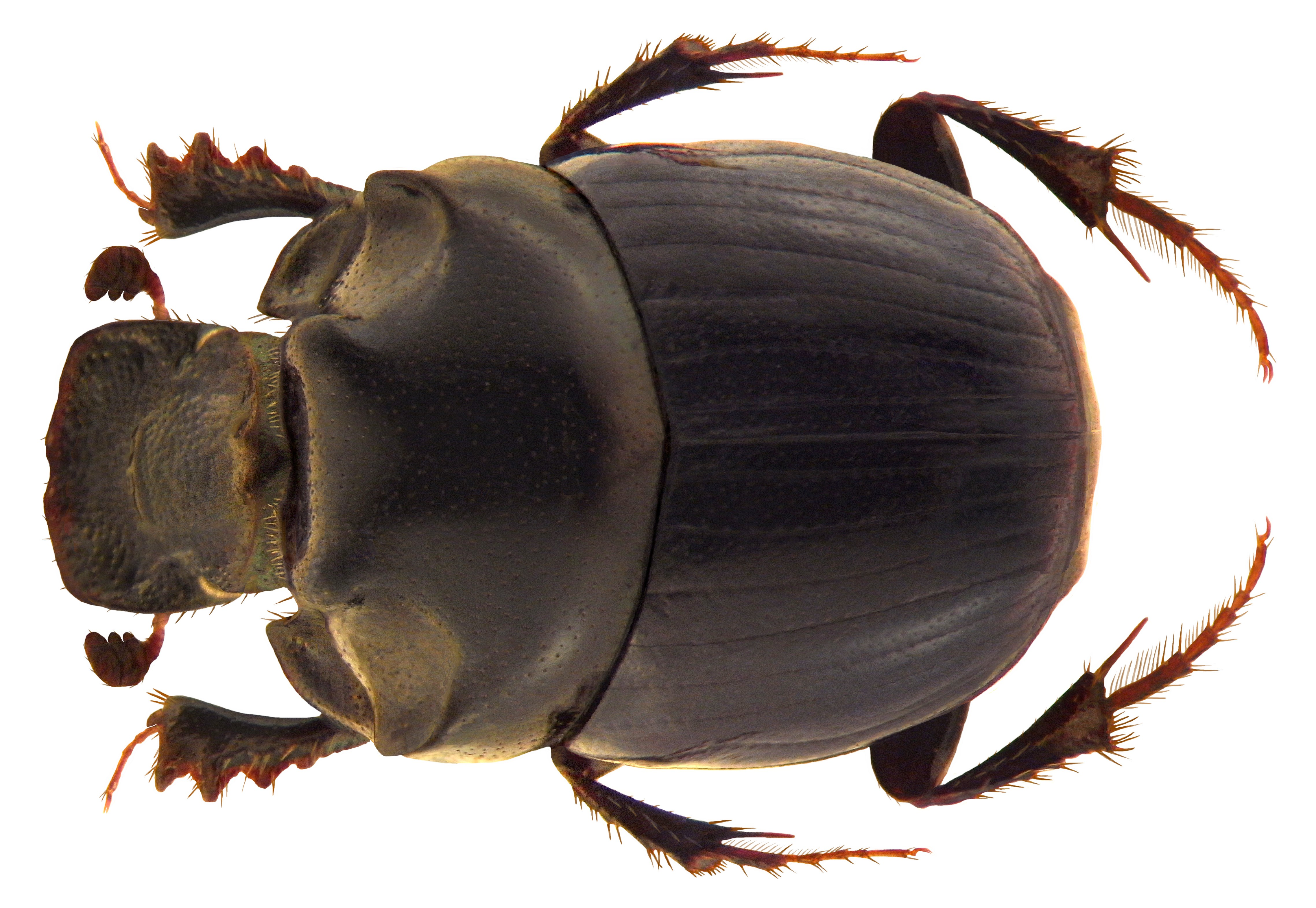